# Servus
Servus var en butikskedja tillhörande Kooperativa Förbundet (KF). Butikskedjan förekom från (cirka) 1970 till 1993. Kedjans butiker fanns främst i mindre centrumområden i större städer, och då främst som mindre butiker. Servus hade mindre sortiment än KF:s vanliga livsmedelsbutiker som hette Konsum. Butikerna hade öppet mellan klockan nio på morgonen och nio på kvällen och skulle därigenom vara ett slags lokalt komplement till stormarknader. Servus logotyp liknade den klassiska KF-logotypen från 1968, det vill säga med en vit text på mörkblå botten samt ett vitt oändlighetstecken. I början på 90-talet gjorde den danska kedjan Fakta sitt intåg i Sverige och många Servus-butiker byggdes om till just Fakta-butiker. I samband med övergången till Gröna Konsum omkring 1992–1993 försvann Servus helt som butikskedja och de kvarvarande butikerna byggdes om till antingen Konsum- eller Fakta-butiker. På latin betyder servus tjänare eller slav. Servus är en sammandragning av ett latinskt uttryck som betyder "Jag är din tjänare", eller "Till din tjänst".
Sveriges sista Servus-butik låg i Karlshamn på Ronnebyvägen 1 (Österport) och hade samma logotyp och koncept som de gamla Servus. Butiken drivs av Karlshamns Konsumentförening (numera Coop Karlshamn Ekonomisk Förening) och bytte namn till Coop Konsum hösten 2007.